# Jean Constant Velghe
Pour les articles homonymes, voir Velghe.
Jean Constant Velghe, né à Courtrai, le 13 août 1826 et mort dans la même ville le 18 juin 1897, est un peintre belge connu pour ses représentations animalières.
Il expose à quatre Salons triennaux en Belgique.

## Biographie

### Famille
Jean Constant (Joannes Constantinus) Velghe, né à Courtrai le 13 août 1826, est le fils de Pierre Constant Velghe (1802-1873), fabricant de siamoises, et de Sophie Caroline Dumonceau (1803), mariés à Courtrai le 29 octobre 1823. Il épouse à Courtrai le 9 juin 1847 Nathalie Pauline Larmuseau (1820). Il est le frère des peintres Auguste Velghe (1831-1912) et Aimé Velghe (1836-1870), et, par sa sœur Louise Sophie Velghe (1838-1860), le beau-frère du peintre Vincent De Vos. Il est également, par son frère Pierre Corneille Velghe, l'oncle du pilote automobile Alfred Velghe (1870-1904).

### Formation
Sa formation n'est pas documentée.

### Carrière
Au Salon de Bruxelles de 1854, Jean Velghe présente Le Fidèle gardien. Il expose à trois autres salons triennaux belges jusqu'en 1858. D'autre part, il est colonel de la garde civique de la ville de Courtrai.
Jean Constant Velghe, meurt, à l'âge de 70 ans, à son domicile, rue de Menin à Courtrai, le 18 juin 1897.

## Œuvre

### Caractéristiques
Son champ pictural couvre les représentations animalières : essentiellement des chiens, avec une prédilection pour les chiens de chasse. Hormis les toiles exposées aux salons triennaux, on connaît de lui : Les Batailleurs, Le Bon Compagnon, Portrait d'un bichon et de son compagnon de chenil et L'Aristocrate et le soldat.
Signe : J. Velghe

### Expositions
- Salon de Bruxelles de 1854 : Le Fidèle gardien[5].
- Salon d'Anvers de 1855 : La Sentinelle endormie[6].
- Salon de Gand (XXIIIe) de 1856 : Un moment de repos[7].
- Salon d'Anvers de 1858 : La Sympathie[8].
- Exposition de la Société des beaux-arts de Courtrai de 1881 : Chiens d'arrêt[9].

### Collections muséales
- Musée Broel à Courtrai jusqu'à la fermeture de l'institution en 2014 : Bons amis, huile sur toile, format 16 × 20 cm[3].